# Franz Xaver Gerl
Franz Xaver Gerl (ur. 30 listopada 1764 w Andorf, zm. 9 marca 1827 w Mannheimie) – austriacki kompozytor i śpiewak, bas.

## Życiorys
Był synem wiejskiego organisty. Jako dziecko był chórzystą w Salzburgu, gdzie prawdopodobnie był też uczniem Leopolda Mozarta. Studiował nauki matematyczne i medycynę na uniwersytecie salzburskim. Był członkiem zespołów teatralnych Ludwiga Schmidta w Erlangen (1785), Gustava Friedricha Großmanna w Nadrenii (1786), Emanuela Schikanedera w Ratyzbonie (1787–1789). Następnie był członkiem Theater auf der Wieden w Wiedniu (do około 1793) oraz teatru dworskiego w Mannheimie (1802–1826). Przyjaźnił się z Wolfgangiem Amadeusem Mozartem, kreował rolę Sarastra w prapremierowym przedstawieniu Czarodziejskiego fletu (1791). Mozart zadedykował mu swoją arię koncertową Per questa bella mano (KV 612). Gerl uczestniczył w próbach Requiem d-moll przy łożu umierającego kompozytora.
Komponował singspiele, większość we współpracy z Benediktem Schackiem. Jego żoną była śpiewaczka Barbara Reisinger (1770–1806), pierwsza wykonawczyni roli Papageny w Czarodziejskim flecie.